# Overloopwissel

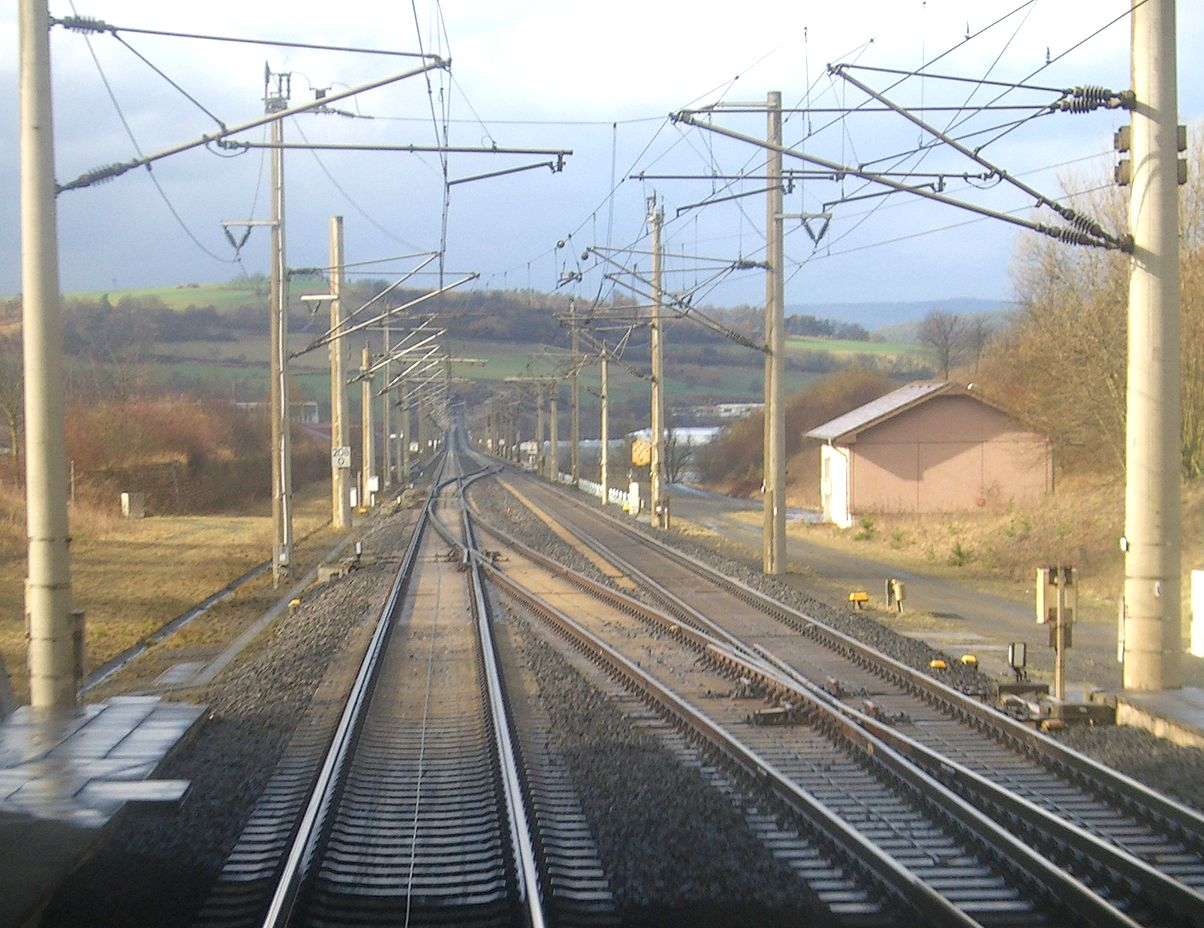
Overloopwissel op een hogesnelheidstraject in Duitsland

Een overloopwissel, vol(le) wissel of wisselverbinding is een constructie waarmee tussen twee parallelle sporen van spoor kan worden gewisseld. Een overloopwissel bestaat uit twee gewone wissels. Ze zijn met elkaar gekoppeld, zodat ze allebei recht of allebei afgebogen staan. Vaak liggen er twee overloopwissels op korte afstand van elkaar, zodat treinen in beide richtingen van spoor kunnen wisselen. In stations is meestal geen ruimte voor twee overloopwissels en gebruikt men liever een kruiswissel - dat zijn twee samenvallende overloopwissels.
Overloopwissels worden voor de volgende doelen gebruikt:
- op een plaats waar een trein of tram keert; deze moet voor of na het keren van spoor wisselen om op het juiste spoor te komen voor de terugweg.
- om het mogelijk te maken bij werkzaamheden of calamiteiten op een dubbelsporig baanvak enkelsporig te rijden
- om langs één zijde van perron twee (korte) treinen gescheiden te kunnen laten aankomen en vertrekken (maar meestal wordt dan een kruiswissel gebruikt)

Hoewel overloopwissels vaak midden op een dubbelsporig baanvak liggen, maken ze in Nederland geen onderdeel uit van de vrije baan. Op de vrije baan kan in Nederland niet van spoor gewisseld worden. Overloopwissels maken dus in Nederland altijd deel uit van een emplacement, behalve bij tramlijnen. In andere landen, onder meer in Frankrijk en België, bestaan op sommige dubbelsporige lijnen secties uitgerust met overloopwissels en seinen zodat een trein in geval van nood op het "verkeerde" spoor kan rijden, ofwel als het "normale" spoor onbruikbaar is bij werkzaamheden of calamiteiten, ofwel om een snellere trein toe te laten een langzamere trein in te halen.
Overloopwissels die alleen gebruikt worden bij werkzaamheden of calamiteiten liggen meestal in de rechte stand, zodat ze geen belemmering vormen voor het reguliere treinverkeer. Om de wissels gangbaar te houden en om overmatige roestvorming tegen te gaan, moeten de wissels echter af en toe bereden worden. Dit wordt in de dienstregeling ingepland als roestrijden. Als een trein via een overloopwissel van spoor wisselt en meteen weer naar het oorspronkelijke spoor terugkeert via de iets verderop gelegen overloopwissel, noemt men dat een kattenrug.
Een bijzondere variant is de oplegwissel, dit is een overloopwissel die bij tramlijnen op het bestaande spoor kan worden gelegd. Dit wordt gebruikt als bij werkzaamheden tijdelijk op een deel van de lijn maar één spoor beschikbaar is. Een oplegwissel kan alleen met zeer beperkte snelheid bereden worden.

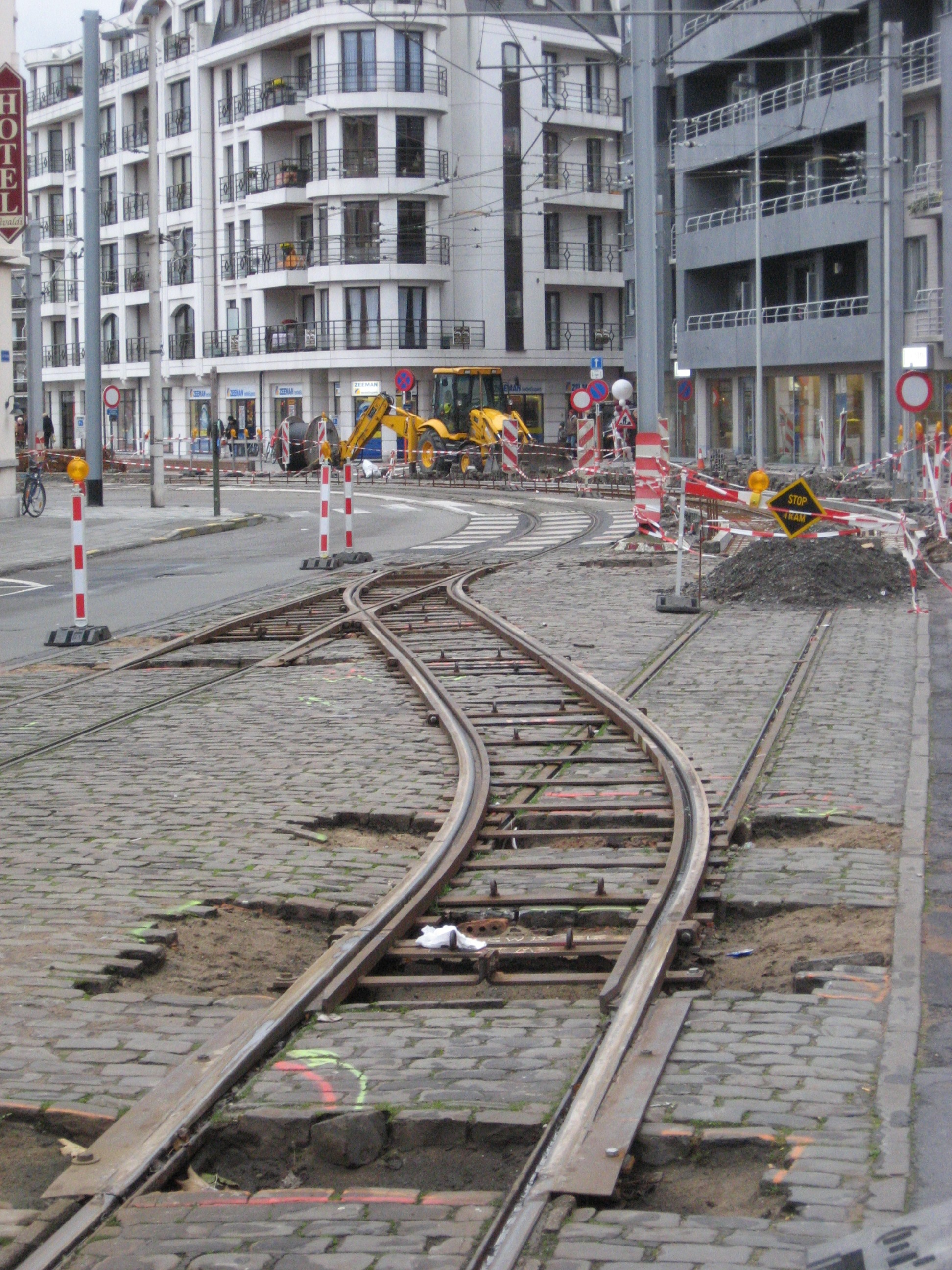
Een oplegwissel, een tijdelijk overloopwissel op de Kusttramlijn

.